# 생쥐 은하
생쥐 은하(Mice Galaxies, NGC 4676A/4676B)는 머리털자리에 있는 타원 은하(상호작용은하)이다. NGC 4676A / 4676B로 분류된다. 약 2억 9,000만 광년 떨어져 있으며, 현재 충돌에서 병합으로 들어가기 전인 상태이다. 현재는 두 은하의 사이가 떨어져 있다. 이 은하는 각 은하의 가깝고 먼 부분에 대한 기조력(중력)이 다르기 때문에 생성된 긴 꼬리가 생쥐처럼 생겨서 생쥐 은하로 이름이 붙여졌다. 머리털자리 은하단의 소속 은하이다.
은하의 색깔은 특이해서 오른쪽 사진의 오른쪽에 있는 NGC 4676A는 중심핵이 어두워서 회색이나 검은색 계통을 띠고 있으며, 나선팔의 경우에는 푸른색을 띤다. 그리고 은하의 대부분이 황색을 띠고 있으며, 은하의 색깔이 황색임에도 불구하고 은하의 시작은 푸른색 나선팔(불규칙 은하처럼 됨)에서 시작한다. 그리고 크기가 작은 오른쪽 사진의 왼쪽에 있는 NGC 4676B도 역시 황색을 띠고 있으며, 나선팔 잔해도 역시 푸른색을 띠고 불규칙 은하이다.

## 같이 보기
- 더듬이 은하
- 상호작용 은하
- NGC 7318